# Pamela Austin
Pour les articles homonymes, voir Austin.
Pamela Austin, née Pamela Joan Akert le 20 décembre 1941 à Omaha (Nebraska), est une actrice américaine.

## Filmographie partielle

### Au cinéma
- 1961 : Sous le ciel bleu de Hawaï (Blue Hawaii) de Norman Taurog : Selena (Sandy) Emerson
- 1962 : Amours à l'italienne (Rome Adventure) de Delmer Daves : Agnes Hutton
- 1963 : Ma femme est sans critique (Critic's Choice) de Don Weis : la fille (non créditée)
- 1963 : La Cage aux femmes (The Caretakers) de Hall Bartlett : la nurse étudiante (non créditée)
- 1964 : Salut, les cousins (Kissin' Cousins) de Gene Nelson : Selena Tatum

### À la télévision
- 1966 : Les Mystères de l'Ouest : Saison 1, Épisode 20 : La Nuit de l'attentat (The Night of the Whirring Death) : Priscilla Ames
- 1966 : Le Virginien : Saison 5, Épisode 14 : La Fille Sur La Montagne De Verre (Girl on the Glass Mountain)
- 1972 : Columbo : Saison 1, Épisode 7 : Une ville fatale (Blueprint for Murder) : Jennifer Williamson